# Matt Gutierrez
Matt Gutierrez (* 9. Juni 1984 in Concord, Kalifornien) ist ein ehemaliger US-amerikanischer American-Football-Spieler auf der Position des Quarterbacks. Er spielte in der National Football League (NFL) für die New England Patriots und die Kansas City Chiefs.
Guitierrez spielte College Football für die Idaho State University. Er wurde im NFL Draft 2007 nicht ausgewählt, unterschrieb aber am 8. Mai 2007 einen Vertrag bei den New England Patriots als dritter Quarterback. Für die Saison 2009 unterschrieb er einen Vertrag bei den Kansas City Chiefs, wo auch der ehemalige Patriots-Quarterback Matt Cassel spielte. Nachdem er es in der NFL nicht mehr in den 53-Mann-Kader eines Teams geschafft hatte, wechselte er in die Arena Football League.
| Personendaten    | Personendaten                               |
| ---------------- | ------------------------------------------- |
| NAME             | Gutierrez, Matt                             |
| KURZBESCHREIBUNG | US-amerikanischer American-Football-Spieler |
| GEBURTSDATUM     | 9. Juni 1984                                |
| GEBURTSORT       | Concord, Kalifornien                        |